# Akantyt
Akantyt – minerał z grupy siarczków, jednoskośna odmiana argentytu. Nazwa pochodzi od gr. akanta = strzała i nawiązuje do wyglądu tego minerału. 
Wzór chemiczny akantytu to Ag2S (siarczek srebra). Substancja ta jest dwupostaciowa. W przedziale temperatury 179 °C do 586 °C trwała jest odmiana regularna tzw. b-argentyt. Przy obniżaniu temperatury odmiana regularna ulega przemianie poliformicznej w odmianę rombową tzw. akantyt. 

## Charakterystyka

### Właściwości
Tworzy kryształy o pokroju izometrycznym, tabliczkowym, słupkowym – przeważnie źle wykształcone. Kryształy wykształcone są w postaci sześcianu i jego połączeń z ośmiościanem. Występuje w skupieniach ziarnistych i skrytokrystalicznych. Jest ciemniejszy od galeny, nieprzezroczysty. W świetle odbitym szarobiały z odcieniem zielonkawym. Bardzo często tworzy paramorfozy po argentycie. Powstaje w temperaturze poniżej 179 °C. 

### Występowanie
Jest minerałem występującym w srebroośnych żyłach hydrotermalnych. Tworzy wrostki w innych kruszcach. Najczęściej współwystępuje z takimi minerałami jak: galena, piryt, srebro rodzime, proustyt, pirargyryt, stephanit. 
Miejsca występowania: Niemcy – Freiberg, Schneeberg, Annaberg, Meksyk – kopalnia Rayas w Guanajuato, Czechy – Jachymov

### Zastosowanie
Akantyt jest głównym składnikiem rudy srebra.